# Bandiera della Repubblica Socialista Sovietica Armena

Bandiera della Repubblica Socialista Sovietica Armena

La bandiera della Repubblica Socialista Sovietica Armena fu adottata il 17 dicembre 1952.
Tra il 1936 e il 1952 la bandiera era rossa con il simbolo dorato della falce e martello nell'angolo in alto a sinistra. Erano inoltre scritti in caratteri dorati sotto il simbolo i caratteri HSSR (in lingua armena), che significavano Haykakan Sovetakan Sotsialistakan Respublika.
Tra il 1922 e il 1936 la bandiera era la stessa di quella del periodo 1936-1952, ma senza la falce e martello e con i caratteri in alfabeto cirillico ССРА (SSRA in alfabeto latino).